# Tsukigata
Tsukigata (月形町, Tsukigata-chō) est un bourg du district de Kabato, situé dans la sous-préfecture de Sorachi, sur l'île de Hokkaidō, au Japon.

## Géographie

### Démographie
Au 31 mars 2015, la population de Tsukigata s'élevait à 3 536 habitants répartis sur une superficie de 150,40 km2.

## Transports
Tsukigata est desservi par la ligne Sasshō (ligne Gakuen-Toshi) de la compagnie JR Hokkaido.